# Nacionalidad eslovaca

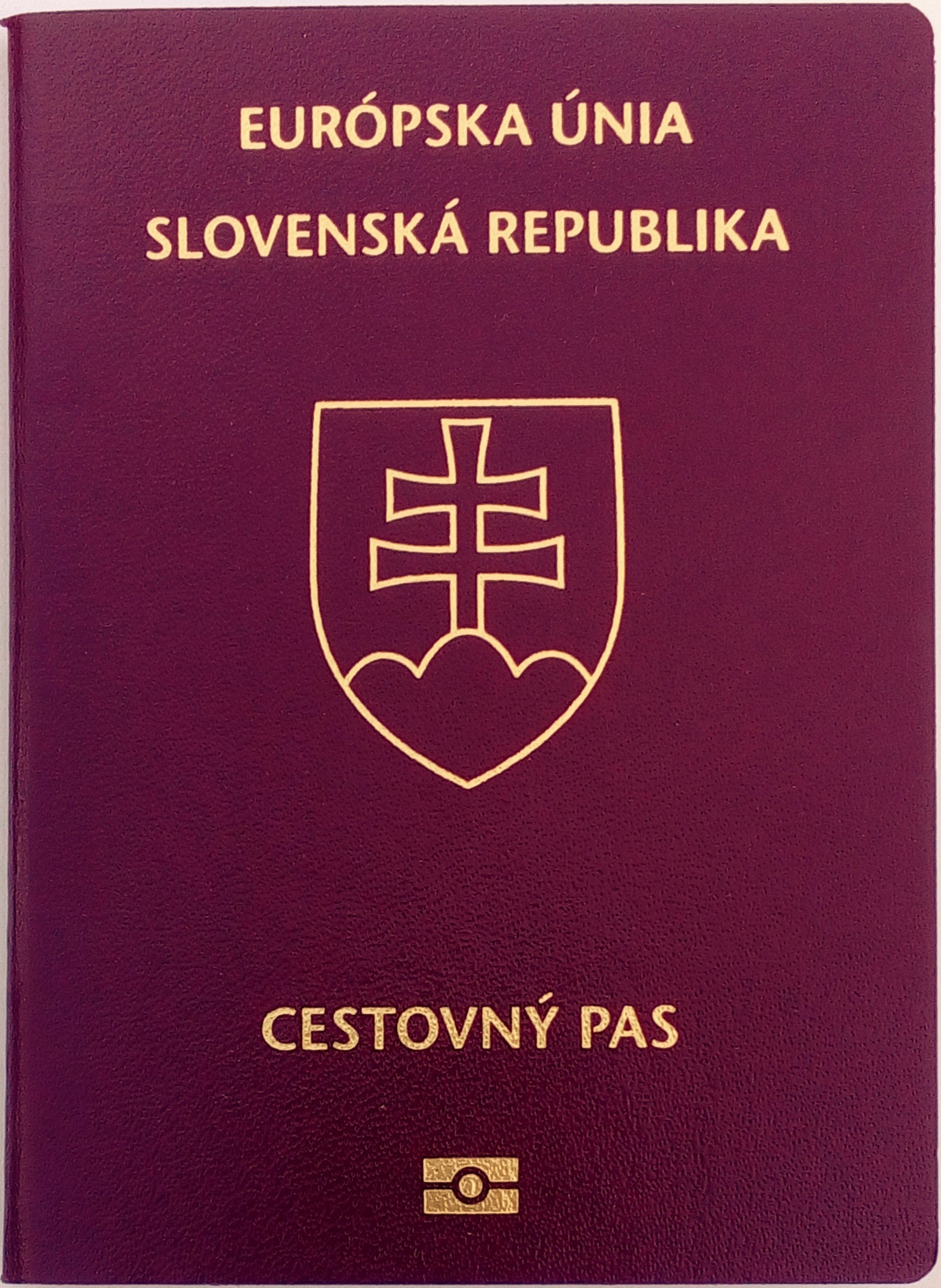
Pasaporte biométrico eslovaco

La nacionalidad o ciudadanía eslovaca es el vínculo jurídico que liga a una persona física con la República Eslovaca y que le atribuye la condición de ciudadano. Está basada en el concepto jurídico de ius sanguinis (derecho de sangre). En otras palabras, ser hijo de al menos un ciudadano eslovaco es el método principal para adquirir la ciudadanía.
El Acta de Ciudadanía Eslovaca es una ley promulgada por el Consejo Nacional después de la disolución de Checoslovaquia. En 2010, fue modificada polémicamente para no permitir que los exciudadanos voten. Esta enmienda afectó las elecciones parlamentarias de 2012 hasta cierto punto.
Todos los ciudadanos eslovacos son automáticamente ciudadanos de la Unión Europea.

## Promulgación del Acta de Ciudadanía
Antes de 1993, la República Eslovaca era parte del Estado ahora desaparecido de Checoslovaquia. En ese momento, la ciudadanía eslovaca era una distinción interna dentro de Checoslovaquia.
El 19 de enero de 1993, después de que Eslovaquia se convirtiera en un Estado separado, el Consejo Nacional de la República Eslovaca promulgó una ley de nacionalidad para establecer las condiciones de ganancia y pérdida de la ciudadanía en la república recién formada. La ley fue publicada el 15 de febrero y entró en vigencia de inmediato. La ciudadanía eslovaca se otorgó automáticamente a toda persona que fuera ciudadana de la República Eslovaca al 31 de diciembre de 1992. Este reconocimiento de ciudadanía se aplicó únicamente a las personas que fueran ciudadanas del Estado común, la República Federal Checa y Eslovaca, antes de su disolución; estas personas adquirieron la ciudadanía de la República Eslovaca sin distinción de raza, etnia, religión, etcétera. Un ciudadano de la República Federal Checa y Eslovaca al 31 de diciembre de 1992, que aun no era ciudadano de la República Eslovaca, tenía tiempo hasta el 31 de diciembre de 1993 para solicitar la nacionalidad del nuevo país. Las solicitudes de ciudadanía serían emitidas por el Ministerio del Interior después de la solicitud en una oficina del distrito. La ciudadanía también estaba abierta a aquellos que habían perdido la ciudadanía checoslovaca como resultado de la disolución territorial después de la caída del Imperio austrohúngaro. Los expertos del Consejo de Europa recomendaron a la República Checa y a Eslovaquia que otorgaran la ciudadanía a todas las personas que, como resultado de la disolución de la República Federal Checa y Eslovaca, se convirtieran en apátridas, y que adoptaran las medidas necesarias para evitar que se produjeran nuevos casos. Según la ley de 1993, un ciudadano podría perder la nacionalidad eslovaca solo a petición suya, después de haber adquirido la ciudadanía de otro país. Sin embargo, la liberación de la ciudadanía no estaría permitida para las personas que deban impuestos o que estén bajo condena penal en Eslovaquia.

### Enmienda
El 26 de mayo de 2010, la vecina Hungría aprobó una resolución que modificó su ley de nacionalidad, para permitir que cualquier húngaro étnico que viva en el extranjero (que pudiera hablar el idioma húngaro y fuera ciudadano húngaro (o descendiente de uno) antes de 1920, o entre 1941 y 1945) pueda solicitar la ciudadanía húngara. Esto se debe a que después de la Primera Guerra Mundial, donde el Imperio austrohúngaro fue derrotado y disuelto, el Tratado de Trianón, un acuerdo de paz firmado el 4 de junio de 1920 que terminó formalmente con la guerra, determinó las nuevas fronteras de Hungría. Respecto a las antiguas fronteras austrohúngaras, el nuevo Reino de Hungría perdió dos tercios de sus territorios, por lo que más de tres millones de húngaros étnicos se quedaron afuera de las actuales fronteras de Hungría. La nueva ley húngara, que fue promulgada por una mayoría de 344 votos a favor, con tres en contra y cinco abstenciones, provocó una reacción en la región circundante. La reacción más fuerte fue de Eslovaquia: el primer ministro Robert Fico dijo que la acción de Hungría era «un peligro vital» para la soberanía del país, debido a que Eslovaquia alberga una importante minoría húngara de unas 500 000 personas aproximadamente, es decir, un 8,5% de la población total del país, que posiblemente podrían convertirse en ciudadanas de Hungría. Ese mismo día, Eslovaquia aprobó una moción para enmendar el Acta de Ciudadanía con el fin de limitar la doble nacionalidad, privando de la ciudadanía eslovaca a cualquier persona que solicite la de otro país. Sin embargo, la enmienda no prohibió la doble ciudadanía a quienes la adquirieron al nacer o por matrimonio. Anteriormente, también se había prohibido dirigirse en húngaro ante funcionarios públicos.
La disputa verbal continuó al año siguiente, cuando el vice primer ministro y ministro de Justicia húngaro, Tibor Navracsics, se quejó ante la comisaria de Justicia, Derechos Fundamentales y Ciudadanía de la Unión Europea, Viviane Reding, de que la enmienda a la ley de ciudadanía eslovaca presuntamente violaba la Carta de los Derechos Fundamentales de la Unión Europea, en el sentido de que consideraba que estaba en contra de la libre elección de identidad y que Eslovaquia debía ser castigada si se determinaba que había violado la carta: «creo que la Unión Europea debe ir más allá de decir que este es un conflicto húngaro-eslovaco ... porque viola la Carta de los Derechos Fundamentales. Si una democracia le roba a sus propios nacionales su ciudadanía mediante la aplicación de sanciones contra las personas que ejercen su derecho a la libre elección de identidad, creo que se convierte en un problema de la democracia».
Las enmiendas afectaron la votación en las elecciones parlamentarias de 2012, cuando algunas personas que intentaron votar fueron rechazadas porque se les había otorgado la nacionalidad húngara y, como consecuencia de esto, perdieron su nacionalidad eslovaca.

## Adquisición

### Por nacimiento
Un niño adquiere la nacionalidad eslovaca por nacimiento si:
- Uno o ambos padres son ciudadanos eslovacos, independientemente del lugar de nacimiento.
- Nació en Eslovaquia de padres apátridas.
- Nació en Eslovaquia, es hijo de extranjeros y no adquirió la ciudadanía de ninguno de sus padres al nacer.
- Nació o fue encontrado en el territorio de la República Eslovaca y no se sabe quiénes son sus padres, a menos que se compruebe que el niño adquirió la ciudadanía de otro país al nacer.

Cuando uno de los padres es eslovaco y el otro no, el niño sigue siendo ciudadano eslovaco incluso si luego se determina que el padre ciudadano no es el padre biológico del niño.

### Por adopción
Un niño que haya sido adoptado por al menos un nacional eslovaco, adquiere la nacionalidad eslovaca en el momento de la adopción.

### Por concesión
La ciudadanía eslovaca se puede otorgar, previa solicitud, a una persona que:
- Ha tenido una residencia permanente en el país de forma continua durante al menos ocho años inmediatamente anteriores a la solicitud.
- Ha cumplido con las obligaciones de los residentes extranjeros.
- No tiene antecedentes penales durante los cinco años anteriores a la solicitud, audiencias de extradición pendientes, órdenes de detención europeas ni audiencias de deportación o para retirar el asilo.
- Puede demostrar un conocimiento del idioma eslovaco (oral y escrito).
- Puede demostrar un conocimiento general del país.

Sin importar si cumple con todas las condiciones mencionadas anteriormente, la ciudadanía eslovaca también puede otorgarse a un individuo que:
- Es un exciudadano eslovaco que ha tenido una residencia permanente en el país durante al menos dos años previos a la solicitud.
- Es extranjero, está casado con un ciudadano eslovaco y reside en Eslovaquia con este desde hace al menos cinco años previos a la solicitud.
- Es una persona que ha contribuido significativamente en beneficio de la República Eslovaca en el ámbito económico, científico, técnico, cultural, social o deportivo, o cuya naturalización supone un interés para el país.
- Ha tenido una residencia permanente en el país de forma continua durante al menos tres años antes de haber cumplido los 18 años de edad.
- Es un menor de edad, cuyo representante legal o tutor es ciudadano eslovaco o una persona jurídica designada por el tribunal de la República Eslovaca, y ha residido de forma continua en el país durante al menos dos años antes de la solicitud (la duración de estadía no se aplica a niños menores de 2 años).
- Nació en Eslovaquia y tiene residencia permanente durante al menos tres años inmediatamente anteriores a la solicitud.
- Es apátrida y ha tenido una residencia continua en Eslovaquia durante al menos tres años inmediatamente anteriores a la solicitud.
- Ha sido titular de asilo durante al menos cuatro años inmediatamente anteriores a la solicitud.
- Ha residido de forma continua en Eslovaquia durante un mínimo de diez años y al momento de solicitar la ciudadanía, se le ha otorgado un permiso de residencia permanente.
- Ha tenido una residencia ininterrumpida en Eslovaquia durante al menos dos años inmediatamente anteriores a la solicitud, siempre que uno de sus padres sea ciudadano de la antigua Checoslovaquia y el otro padre sea extranjero, y él/ella no obtuvo la ciudadanía checoslovaca de acuerdo con la sección 1, subsección 2 de la ley sobre la adquisición y pérdida de la nacionalidad checoslovaca de 1949.
- Posee un certificado de «eslovaco que vive en el extranjero» y ha tenido una residencia ininterrumpida en Eslovaquia durante al menos tres años antes de presentar la solicitud.
- Ha sido liberado de la ciudadanía de la República Eslovaca de conformidad con la legislación vigente en ese momento (desde 1968), o según la ley de 1949 sobre la adquisición y pérdida de la ciudadanía checoslovaca.
- Ha sido liberado de su ciudadanía eslovaca de acuerdo con las disposiciones relevantes del Acta de Ciudadanía actual, y vuelve a solicitar la ciudadanía dentro de los tres años posteriores a su liberación oficial, y presenta un documento que acredite que no ha adquirido la ciudadanía de otro Estado.

Los hijos menores de 14 años reciben la ciudadanía junto con sus padres.
La nacionalidad eslovaca puede ser revocada si, incluso después de haber recibido el certificado de ciudadanía, luego se demuestra que:
- Los documentos del solicitante han sido falsificados o alterados.
- El solicitante no es la persona que figura en los documentos.
- El solicitante retuvo la información requerida que podría haber cambiado la determinación sobre la concesión de la ciudadanía.
- Hubo acciones penales en relación con la emisión del certificado de ciudadanía.

En tales casos, el Ministerio del Interior notificará al solicitante, y también al municipio de residencia de este, la policía, la oficina de impuestos, aduanas, seguro social e instituciones de seguro público de salud. Dentro de los treinta días a partir de la fecha de notificación, la ciudadanía expiraría y el solicitante deberá devolver el certificado.

## Procedimiento
Las solicitudes de ciudadanía son recibidas por la Oficina de Distrito de la Unidad Territorial de Nivel Superior o una misión diplomática u oficina consular eslovaca. Las solicitudes son examinadas y sancionadas por el Ministerio del Interior. Si el solicitante no acepta el documento que otorga la ciudadanía eslovaca dentro de los seis meses posteriores a la recepción de la notificación por escrito sin una razón seria, se suspenderá el procedimiento y se notificará al solicitante. Los solicitantes rechazados deben esperar al menos dos años para volver a presentar una nueva solicitud.

## Juramento
Es necesario hacer un juramento de ciudadanía, el cual es administrado por el jefe de la oficina del distrito, un embajador o cónsul eslovaco, o sus personas autorizadas. Los niños menores de 14 años, las personas cuya salud no lo permite y las personas privadas de capacidad legal, están exentos de hacer el juramento. Se lee:
Juro por mi honor y conciencia que seré fiel a la República Eslovaca, seguiré la Constitución de la República Eslovaca, las leyes constitucionales, las leyes y otras regulaciones legales generalmente vinculantes y cumpliré adecuadamente todos los deberes de un ciudadano de la República Eslovaca.

## Pérdida de la ciudadanía
Es posible renunciar voluntariamente a la ciudadanía eslovaca. La persona interesada debe demostrar que se convirtió en ciudadana de otro país, o que adquirirá la ciudadanía de este después de renunciar a la eslovaca. 
Las personas involucradas en procesos penales, que estén cumpliendo una pena de prisión o que deban impuestos, no pueden ser liberadas de su ciudadanía.
Un ciudadano eslovaco que manifieste su voluntad de obtener otra nacionalidad (mediante una solicitud o cualquier otro modo de adquisición), perderá automáticamente la eslovaca. El razonamiento de esta prohibición proviene de la tensión diplomática con Hungría, debido a que este país había aprobado una ley que facilitaba la obtención de su ciudadanía a las personas de etnia húngara que vivan en el extranjero, hecho que causó una gran indignación en Eslovaquia (cuya comunidad húngara es la principal minoría étnica del país), al considerar esta ley como una provocación a su soberanía. Sin embargo, solo unos pocos eslovacos de etnia húngara habían perdido su ciudadanía eslovaca: fueron exactamente veintitrés personas entre el 17 de julio de 2010 (fecha de entrada en vigor de la ley eslovaca) y el 20 de enero de 2012.

## Doble nacionalidad
Eslovaquia restringe a sus nacionales de poseer otra nacionalidad. Solo las siguientes categorías de eslovacos pueden tener doble ciudadanía:
- Los que adquirieron la ciudadanía extranjera al nacer.
- Los que la obtuvieron a través del matrimonio con un extranjero.
- Los que adquirieron otra ciudadanía antes del 17 de julio de 2010.
- Los extranjeros que adquirieron la ciudadanía eslovaca. Estos no están obligados a renunciar a su nacionalidad de origen, lo que significa que pueden tener doble ciudadanía siempre que la ley de nacionalidad de su país de origen lo permita.[12]

## Ciudadanía de la Unión Europea
Debido a que Eslovaquia forma parte de la Unión Europea (UE), los ciudadanos eslovacos también son ciudadanos de la misma según el derecho comunitario y, por lo tanto, gozan del derecho a la libre circulación y de la posibilidad de votar en las elecciones al Parlamento Europeo. Cuando se encuentren en un país extracomunitario, en el cual no exista ninguna embajada eslovaca, tienen derecho a obtener la protección consular de la embajada de cualquier otro Estado miembro de la UE presente en ese país. También pueden vivir y trabajar en cualquier otro país miembro como resultado del derecho de libre circulación y residencia, otorgado en el artículo 21 del Tratado de Funcionamiento de la Unión Europea.

## Requisitos de visado

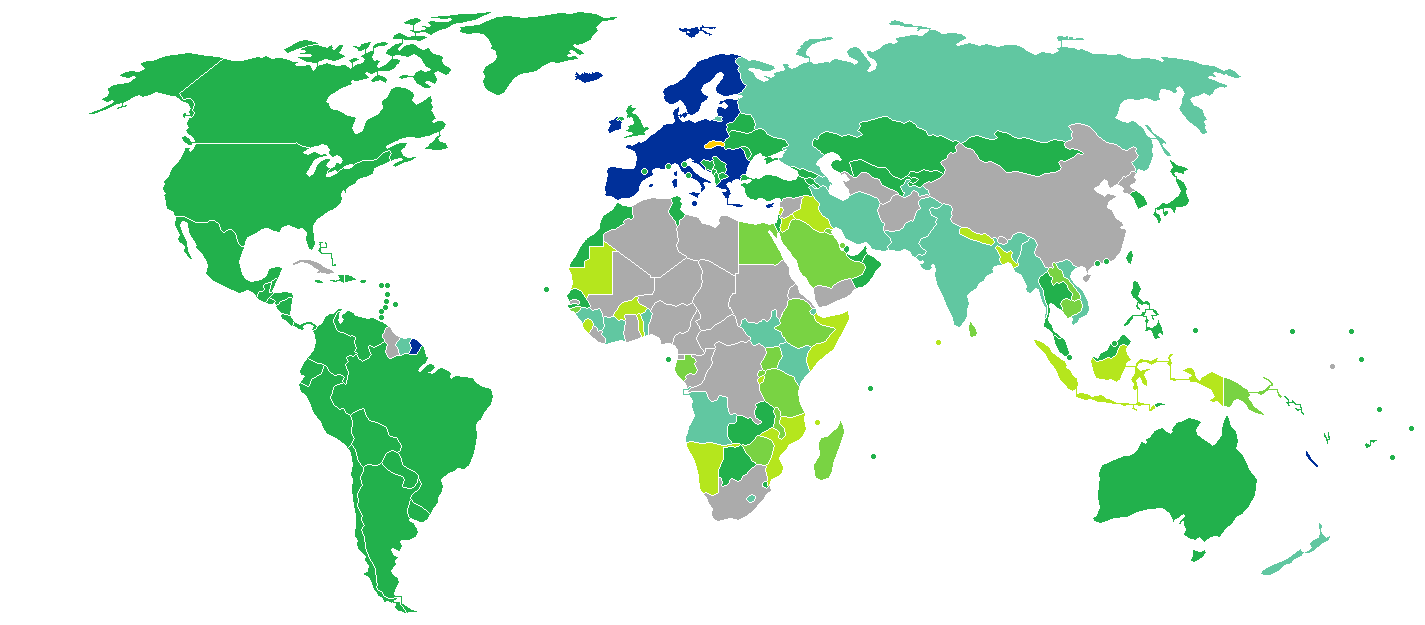
Eslovaquia
Libre movimiento
No se requiere visa
Visa a la llegada
Visa electrónica
Visa disponible tanto a la llegada como en línea
Se requiere visa antes de la llegada

Los requisitos de visado para ciudadanos eslovacos son las restricciones administrativas de entrada por parte de las autoridades de otros Estados a los ciudadanos de Eslovaquia. En 2023, los ciudadanos eslovacos tenían acceso sin visado o visa a la llegada a 184 países y territorios, clasificando al pasaporte eslovaco en el décimo lugar del mundo, según el Índice de restricciones de Visa.